# Buddy Ebsen
Pour les articles homonymes, voir Ebsen.
Buddy Ebsen est un acteur, chanteur, producteur et compositeur américain né le 2 avril 1908 à Belleville, Illinois (États-Unis), mort le 6 juillet 2003 à Torrance (Californie).

## Biographie

### Le Magicien d'Oz
Engagé pour jouer dans Le magicien d'Oz de Victor Fleming, Buddy Ebsen, qui avait obtenu le rôle de l'Épouvantail, accepte celui de l'Homme de fer. Ce qui semblait être le rôle de sa vie se transforme finalement en cauchemar. Son maquillage nécessite que de l'aluminium soit posé sur son visage, mais un soir il éprouve des difficultés à respirer et est admis en urgence à l'hôpital. Après avoir inhalé l'aluminium présent dans l'air après son maquillage, ses poumons en étaient remplis.
Alors qu'Ebsen entame sa convalescence, la MGM décide de le remplacer. C'est pour l'acteur sa plus grosse désillusion professionnelle mais aussi personnelle.
Pour remplacer Buddy Ebsen, la MGM se fait « prêter » par la Fox une vedette de Broadway et du cinéma, Jack Haley. Il s'engage le 21 octobre 1938 en ignorant ce qui est arrivé à son prédécesseur et bénéficie d'un maquillage en pâte d'aluminium.

## Filmographie

### Comme acteur
- 1935 : La Naissance d'une étoile (Broadway Melody of 1936) : Ted Burke
- 1936 : Capitaine Janvier (Captain January) de David Butler : Paul Roberts
- 1936 : L'amiral mène la danse (Born to Dance) de Roy Del Ruth : 'Mush' Tracy
- 1936 : Saint-Louis Blues (Banjo on My Knee) : Buddy
- 1937 : Le Règne de la joie (Broadway Melody of 1938) : Peter Trot
- 1938 : La Belle Cabaretière (The Girl of the Golden West) : Alabama (le forgeron)
- 1938 : Yellow Jack (en) : Jellybeans
- 1938 : My Lucky Star (en) : Buddy
- 1939 : Four Girls in White (en) : Express, an Orderly
- 1939 : Le Kid du Texas (en) (The Kid from Texas) de S. Sylvan Simon : 'Snifty' Edwards
- 1941 : Idylle en Argentine : Duke Ferrel
- 1941 : Parachute Battalion (en) de Leslie Goodwins : Jeff Hollis
- 1942 : Sing Your Worries Away (en) : Tommy Jones
- 1950 : Under Mexicali Stars (en) : Homer Oglethorpe
- 1951 : Silver City Bonanza (en) : Gabriel 'Gabe' Horne
- 1951 : Thunder in God's Country (en) : Happy Hooper
- 1951 : Rodeo King and the Senorita (en) de Philip Ford : 'Muscles' Benton
- 1951 : Utah Wagon Train (en) de Philip Ford : Snooper Ginger Pete
- 1954 : Les Gens de la nuit (Night People) : Sgt. Eddie McColloch
- 1954 : Jarretières rouges (Red Garters) : Ginger Pete
- 1954 : Davy Crockett roi des trappeurs (Davy Crockett, King of the Wild Frontier) : George Russel
- 1956 : Corky and White Shadow (série TV) : Sheriff Mat Brady
- 1956 : Davy Crockett et les pirates (Davy Crockett and the River Pirates) de Norman Foster : George Russel
- 1956 : Attaque! (Attack) de Robert Aldrich : Sfc. Tolliver, Fox Co.
- 1956 : Le Temps de la colère (Between Heaven and Hell) de Richard Fleischer : Pvt. Willie Crawford
- 1959 :  Passage secret (Mission of Danger) de Jacques Tourneur et George Waggner : Hunk Marriner
- 1959 : Frontière sauvage (Frontier Rangers) de Jacques Tourneur : Sergeant Hunk Marriner
- 1961 : Fury River de Jacques Tourneur : Sergeant Hunk Marriner
- 1961 : Diamants sur canapé (Breakfast at Tiffany's) de Blake Edwards : Doc Golightly
- 1962 : Les Internes (The Interns) : Dr Sidney Wohl
- 1964 : À l'Ouest du Montana (Mail Order Bride) de Burt Kennedy : Will Lane
- 1968 : The One and Only, Genuine, Original Family Band : Calvin Bower
- 1970 : The Andersonville Trial (en) (TV) : Dr John Bates
- 1972 : The Daughters of Joshua Cabe (en) (TV) : Joshua Cabe
- 1973 : The Horror at 37,000 Feet (TV) : Glenn Farlee
- 1973 : Tom Sawyer (TV) : Muff Potter
- 1973 : The President's Plane Is Missing (en) (TV) : Vice President Kermit Madigan
- 1975 : The Tiny Tree (TV) : Squire Badger (Narrator) (voix)
- 1976 : Carambolages (Smash-Up on Interstate 5) (TV) : Al Pearson
- 1978 : Leave Yesterday Behind (TV) : Doc
- 1978 : The Bastard (TV) : Benjamin Edes
- 1978 : The Critical List (TV) : Charles Sprague
- 1979 : The Paradise Connection (TV) : Stuart Douglas
- 1981 : The Return of the Beverly Hillbillies (TV) : Jed Clampett
- 1981 : Fire on the Mountain, téléfilm de Donald Wrye : John Vogelin
- 1982 : Matt Houston ("Matt Houston") (série TV) : Roy Houston (1984-1985)
- 1987 : Stone Fox (TV) : Grandpa
- 1990 : Working Tra$h (TV) : Vandevere Lodge
- 1993 : Les Allumés de Beverly Hills (The Beverly Hillbillies) : Barnaby Jones

### Comme  producteur
- 1979 : The Paradise Connection (TV)

## Télévision
- 1990 : The twilight zone saison 2, Le manipulateur